# Too High to Die
Too High to Die är ett album av bandet Meat Puppets. Albumet släpptes den 25 januari 1994. Albumet var framgångsrikt på grund av den hitlåten Backwater som under en tid låg etta på den amerikanska topplistan Heatseekers chart och på andra plats på Billboard mainstream rock tracks.
Namnet på skivan är en parodi på The Ramones skiva Too Tough too die.

## Låtlista
Alla låtar är skrivna av Curt Kirkwood om inget annat antecknat.
1. Violet Eyes – 3:51
2. Never to Be Found – 4:46
3. We Don't Exist – 3:44
4. Severed Goddess Hand – 2:59
5. Flaming Heart – 4:49
6. Shine – 3:50
7. Station (Cris Kirkwood) – 2:22
8. Roof with a Hole – 3:34
9. Backwater – 3:42
10. Things – 4:06
11. Why? – 4:20
12. Evil Love (Cris Kirkwood) – 3:07
13. Comin' Down - 6:56
14. Lake of Fire (dold bonuslåt)